# كال رمزي
كال رمزي (بالإنجليزية: Cal Ramsey)‏ مواليد 13 يوليو 1937 في سلما، هو مدرب كرة سلة أمريكي ولاعب معتزل. بدأ مسيرته الاحترافية في سنة 1959. تم اختياره من قبل فريق أتلانتا هوكس خلال الدرافت. يبلغ طوله 6 قدم 4 بوصة (1.9 م). اعتزل اللعب في 1961.

## المسيرة الاحترافية
لعب مع أتلانتا هوكس في سنة 1959، ثم لعب مع نيويورك نيكس في سنة 1959، ثم لعب مع فيلادلفيا سفنتي سيكسرز في سنة 1960.

## روابط خارجية
- كال رمزي على موقع إن بي أي (الإنجليزية)
- كال رمزي على موقع سبورتس رفرنس (الإنجليزية)
- كال رمزي على موقع كلية كرة السلة في سبورتس رفرنس.كوم (الإنجليزية)
- كال رمزي على موقع ريلجم (الإنجليزية)
- كال رمزي على موقع بروبوليرز (الإنجليزية)
- كال رمزي على موقع قاعة جورجيا للمشاهير الرياضية (مؤرشف) (الإنجليزية)